# Mato Jajalo
Mato Jajalo (Jajce, 25. svibnja 1988.) bivši je bosanskohercegovačko-hrvatski nogometaš koji je igrao na poziciji veznog. 

## Klupska karijera
Seniorsku karijeru započeo je u hrvatskom prvoligašu Slaven Belupu iz Koprivnice. Nakon dobrih igara u Koprinici prelazi u Sienu koja se natječe u Serie A. Za Sienu je ukupno odigrao 25 prvenstvenih utakmica. Već sljedećeg ljeta odlazi na jednogodišnju posudbu u Köln. Nakon isteka posudbe i odigranih 30 prvenstvenih utakmica njemački klub otkupljuje njegov ugovor. Jajalo je s Kölnom potpisao ugovor na četiri godine. U sezoni 2011./12. Jajalo je bio standardni prvotimac, a Köln je ispao iz Bundeslige. Sljedeće sezone Jajalo igra znatno manje, a u jesenskom dijelu sezone 2013./14. sudjelovao je u samo pet prvenstvenih utakmica. U veljači 2014. odlazi na šestomjesečnu posudbu u FK Sarajevo. Poslije odlazi Jajalo u HNK Rijeku. Nakon šest mjeseci provedenih u Rijeci, bosanskohercegovački hrvat prelazi u Palermo.

## Reprezentativna karijera
Igrao je za mlađe reprezentativne selekcije. Za reprezentaciju do 21 godine upisao je 21 nastup, a bio je i kapetan. Jajalo je debitirao za hrvatsku nogometnu reprezentaciju protiv Argentina u posljednjoj utakmici u 2014. godini.
U ožujku 2016. godine je dobio poziv izbornika nogometne reprezentacije Bosne i Hercegovine Mehmeda Baždarevića. Za Zmajeve je Hrvat debitirao u listopadu 2016. godine protiv Belgije. U tom dvoboju je bosanskohercegovačka reprezentacija doživjela jedan od najtežih poraza u povijesti (0:4), gdje je Jajalo bio u udarnoj postavi. Mjesec dana kasnije je Jajalo ponovno zaigrao za Bosnu i Hercegovinu u Ateni u neriješenoj utakmici protiv Grčke.

## Vanjske poveznice
- Profil, Transfermarkt